# Lepidium zambiensis
Lepidium zambiensis là một loài thực vật có hoa trong họ Cải. Loài này được (Jonsell) Al-Shehbaz mô tả khoa học đầu tiên năm 2002.